# Morgendug (koreansk sang)
Morgendug (koreansk: 아침 이슬, "Achim Isul") er en sydkoreansk sang fra 1970 skrevet af Kim Min Ki, komponist og tekstforfatter. Sangen blev sunget af det koreanske folk i 1970-erne og senere som folkelig protestsang mod det sydkoreanske præsidentstyre.

## Historie
Sangen fremkom den 28. august 1970 og blev fremført af den koreanske folkesanger Yang Hee Eun, året efter udgaves sangen på album i 1971 af Kim Min Ki.  Siden da har sangen været den sang af Kim Min Ki, som er blevet indspillet flest gange.
Sangen fik stor popularitet blandt unge i Sydkorea, da teksten synes at være en metafor for den undertrykte politiske situation i landet på tidspunktet for offentliggørelsen i Republikken Korea, især efter den såkaldte Oktober-restoration, hvor præsidenten Park Chung Hee tiltog sig diktatorisk magt, og frem til 1975, da sangen blev bandlyst sammen med de andre sange. 
Siden slutningen af oktober og frem til afslutningen under diktaturet under den femte koreanske republik har det været udbredt at anse sangen som repræsentativ for studenter og unge, som ønskede genindførelse af demokrati. 
Senere har Kim Min Ki selv givet udtryk for, at sangen ikke var skrevet for at blive anvendt til studenternes protester, og at sangen ikke var blevet skrevet for at opmuntre studenterne i deres kamp for demokrati.  Ved skæbnens ironi blev sangen også af regeringen i 1971 udpeget som årets sang. 

## Lyrik
Efter at have holdt mig vågen natten lang,
klatrer jeg op på morgenbjerget.
Jeg ser morgendug spirende fra hver (blomster)knop smukkere end perler,
som jeg bærer smerter i mit hjerte spirende som perler af morgendug,
Jeg lærer mig at smile i trods.
Solen går op brændende rød over gravstenene;
Middagshedens brændende varme er blot min prøvelse og vanskelighed.
Jeg vånder mig gennem ørkenen;
Jeg går videre bortkastende alle mine smerter.
Jeg vånder mig.
Jeg går videre.